# Commelina obliqua
Commelina obliqua är en himmelsblomsväxtart som beskrevs av Vahl. Commelina obliqua ingår i släktet himmelsblommor, och familjen himmelsblomsväxter. Inga underarter finns listade.